# Saurita hemiphaea
Saurita hemiphaea là một loài bướm đêm thuộc phân họ Arctiinae. Loài này được Paul Dognin mô tả năm 1909. Loài này có ở Guyane thuộc Pháp.